# Thaumatographa aurosa
Thaumatographa aurosa är en fjärilsart som beskrevs av Diakonoff och Arita 1976. Thaumatographa aurosa ingår i släktet Thaumatographa och familjen vecklare. Inga underarter finns listade i Catalogue of Life.